# Noaism
『Noaism』（ノアイズム）は、Noaの3枚目のアルバム。2010年8月18日発売。

## 概要
- 初回生産分にはオリジナルNoaステッカーが封入されている。

## 収録曲
1. Intro
2. I wanna say
テレビ神奈川『saku saku』 2010年8月度エンディングテーマ
3. Crewzing feat. 山猿
4. The Past Day
5. Shake It! feat. Clef,SO-TA
6. Wishing on a Star feat. LGYankees
7. アンタがいてくれるから↑↑
8. The Hottest Area with GIO & ShaNa
9. Necessary Pride feat. DJ PSYCHO from PURPLE REVEL
10. 過ぎ去りし日のアイノウタ feat. 吉見一星
11. アカシ
12. 線香花火
13. Special Thanks for
応援してくれるファンに向けて書いた歌である。
14. Outro

<Bonus Track>
- SPINNING THE WORLD

## タイアップ
I wanna say
日本テレビ系「ハッピーMusic」8月POWER PLAY
日本テレビ「ポシュレデパート深夜店」8月エンディングテーマ
日本テレビ「漱石の犬」8月テーマソング
TVK「saku saku」8月エンディング
過ぎ去りし日のアイノウタ feat. 吉見一星
TBS系「ひるおび!」8月度エンディングテーマ
Special Thanks for
メ〜テレ「キングコングのあるコトないコト」 9月度エンディング曲
SPINNING THE WORLD
アニメ『劇場版メタルファイト ベイブレードVS太陽 灼熱の侵略者ソルブレイズ』主題歌